# Marquesado de Casa Montejo
El marquesado de Casa Montejo fue un título nobiliario español concedido por el rey Felipe V de España el 27 de febrero de 1732, con real despacho del 18 de marzo de 1732  junto con el vizcondado previo de Quirós a favor de Gaspar Fernández Montejo y Quirós, natural de Lima.
El título fue originalmente concedido por Felipe V en 1728 a la Real Colegiata de San Isidoro de León, para beneficiarlo y emplear los ingresos en la reconstrucción de su basílica y panteón. Tras ser vendido a petición del rey por el abad de la basílica, Alejandro de la Vega, familiar del marqués de San Isidro, fue adquirido por Gaspar Fernández Montejo. Felipe V convalidó el título en 1732.
Fernández Montejo, natural de Lima y originario de Extremadura, era  hijo de Gaspar Fernández de Montejo y Zevallos y de Estefanía Bernaldo de Quirós. En 1721 ejerció el cargo de cónsul en el Tribunal de los mercaderes y llegó a ocupar el priorato del Tribunal del Consulado de Lima.

## Marqueses de Casa Montejo
|                       | Titular                                  | Periodo               |
| Creación por Felipe V | Creación por Felipe V                    | Creación por Felipe V |
| --------------------- | ---------------------------------------- | --------------------- |
| I                     | Gaspar Fernández Montejo y Quirós        | 1732-1750             |
| II                    | Pedro Fernández Montejo y Aliaga         | 1750-1775             |
| III                   | María Manuela Fernández Montejo y Agüero | 1775-1798             |
| IV                    | Pedro Cuadros Enrich Vila.               | 1798-1823             |

## Historia de los marqueses de Casa Montejo
- Gaspar Fernández Montejo de Quirós (Lima, ¿?-23 de abril de 1732), I marqués de Casa Montejo,[2] sargento mayor y prior y cónsul del Tribunal del Consulado.

Casó en Lima, el 23 de abril de 1707, con María Teresa Paula de Aliaga Sotomayor y Oyagüe.
- Pedro Fernández Montejo y Aliaga (Lima, 1750-1775), II marqués de Casa Montejo.

Casó con Isabel de Agüero de los Santos Bretón, hija de Francisco de Agüero de los Santos y Teresa Sáenz Bretón de la Roca. La pareja tuvo tres hijos: Alfonso Atanasio Fernández Montejo, María Manuela Fernández Montejo y Francisco Paulo Bernardo Fernández Montejo. Alfonso y Francisco murieron por la peste bubónica desatada en Lima, trasladándose María Manuela, heredera del título, a la ciudad de Arequipa. Sucedió su hija:
- María Manuela Fernández Montejo y Agüero (Arequipa, 1775-1798), III marquesa de Casa Montejo.

Casó Pedro Cuadros Santander, quien procedía de Bedmar, España.
- Pedro Cuadros Enrich Vila (Pueblo de Cuadros, España, 1798-1823), IV marqués de Casa Montejo.

Casó con Petronila Díez Canceco en Arequipa. La pareja tuvo un solo hijo, Elías Cuadros Diez Canceco.
El título se declaró vacante en 1853, después de haberse publicado como tal en 28 de diciembre de 1846, sin que fuera reclamado y rehabilitado en esas fechas. Ofelia Gayangos y Álvarez de Araya solicitó la rehabilitación del título en 1974. Diez años después, Carlos de Coca y Ugarte también solicitó la rehabilitación del título. Ninguna de estas solicitudes prosperó y el título se encuentra caducado.